# 卡泊芬淨
卡泊芬淨以商品名Cancidas等於市面銷售，首先是由默克藥廠推出的一種脂肽抗真菌藥。它是一被稱為棘皮素類抗真菌藥物家族中的一員。此藥物通過抑制制酵素1,3-β-D-葡聚糖合成酶來破壞真菌的细胞壁完整性而發揮作用。
卡泊芬淨是美國食品藥物管理局（FDA）核准的首個真菌1,3-β-D-葡聚糖合成酶合成抑制劑。藥物透過靜脈注射方式給藥，市面已有通用名藥物流通。此藥物已被列入世界衛生組織基本藥物標準清單之中。

## 醫療用途
注射用醋酸卡泊芬淨最初於2001年獲得FDA和歐洲藥品管理局 (EMA) 的批准作醫療用途。
兩個組織批准的治療適應症包括對發熱中、嗜中性白血球低下成人，用於治療假定真菌感染的經驗性療法，對成年侵襲性麴黴病患者，當其病情對其他抗真菌藥物難治或不耐受時，用於挽救性治療。FDA核准的適應症還包括真菌血症的治療，及對特定念珠菌屬感染的治療，包括腹腔內膿瘍、腹膜炎、胸膜腔感染和食道炎。EMA核准的適應症則包括成人廣泛性侵襲性念珠菌病 的治療。
先前研究中的治療平均持續時間是34天。也有經過一天治療即痊癒的案例。然而有少數人接受長達162天的治療，且對藥物的耐受性良好，顯示在複雜的麴黴病病例中可能需要長期使用並且耐受性良好。一般來說，治療的持續時間取決於疾病的嚴重程度、臨床反應以及免疫功能低下人群的免疫功能改善。
約36%對其他療法難治的患者對卡泊芬淨的治療反應良好，至有70%對其他治療方法不耐受的患者也被歸類為治療有效。於治療侵襲性麴黴病方面，迄今尚未進行此藥物與其他藥物的直接比較研究。

### 活性範圍
卡泊芬淨可有效治療麴黴病菌和念珠菌屬引起的真菌感染。它是棘皮素類家族的成員，是一類新型抗真菌劑，對所有念珠菌屬物種具有廣譜活性。與氟康唑或兩性黴素B的治療作用相比，此三種藥物已被證明在明確的臨床環境（包括侵襲性念珠菌感染、念珠菌食道炎和念珠菌血症）中均非常有效（表現優異）。已觀察到這些藥物對近平滑念珠菌和賈氏念珠菌（C. guilliermondii）具有較高的最小抑菌濃度 (MIC)。
在少數白色念珠菌感染患者中，已發現對卡泊芬淨敏感性降低的突變體，但目前仍很少見。其機轉可能是1,3-β-D-葡聚糖合成酶基因的點突變。目前尚無關於白色念珠菌之外的其他真菌產生抗藥性的報告。
以下是一些具有醫學意義的微生物最小抑菌濃度敏感性數據。
- 白色念珠菌0.015 - 16微克/毫升
- 克魯斯念珠菌（英语：Candida krusei）0.03 - 8微克/毫升
- 新型隱球菌 - 16微克/毫升

### 特定人群
在動物身上的研究顯示卡泊芬淨具有胚胎毒性。這項藥物僅限於對於個體的潛在利益大於胎兒風險時，方可在懷孕期間使用。對於採母乳哺育嬰兒的個體，根據一些專家意見，建議謹慎使用，而根據一些權威機構，則為哺乳期間不建議使用此藥物。
卡泊芬淨經FDA核准用於年紀在三個月及以上的患者。劑量是透過莫斯特勒公式（Mosteller formula）計算出患者的體表面積 （BSA）來設定。

## 不良影響
卡泊芬淨的副作用發生率似乎相對較低。在臨床研究和上市後報告中，使用者出現的副作用如下：
- 消化道：噁心、嘔吐、腹痛、腹瀉
- 中樞神經系統：頭痛
- 全身性：發燒、靜脈炎（或血栓性靜脈炎（英语：thrombophlebitis）、靜脈插管部位併發症（如出現硬結）、不明疼痛、類流感症候群（英语：Influenza-like illness）、肌肉痛、寒顫和感覺異常
- 呼吸系統：呼吸困難
- 腎臟：血漿肌酸酐升高
- 血液學：貧血
- 電解質：低血鉀
- 肝臟：肝酵素增加（無症狀）
- 過敏反應：皮疹、臉部水腫、搔癢
- 其他：心跳過速

其他罕見但可能嚴重的反應包括史蒂芬斯－強森症候群、敗血性休克和多形性紅斑。

### 肝臟影響
與單獨使用環孢素相比，在健康志願者中同時使用卡泊芬淨和環孢素hui導致肝臟酵素（GOT(又稱為AST)和GPT(又稱為ALT)）更頻繁升高。根據這些數據，聯合使用卡泊芬淨和環孢菌素A並不會顯著增加臨床相關性肝毒性的風險。

### 敏感度反應
已觀察到使用本藥物會有組織胺釋放引起的反應（皮疹、臉部腫脹、搔癢、溫熱感）。

## 藥理學
卡泊芬淨由紐莫康定B0 半合成，紐莫康定B0是名為Glarea lozoyensis真菌的發酵產物。

### 藥物動力學
卡泊芬淨在肝臟中經由勝肽水解和N-乙醯化緩慢代謝。如果肝功能受損，則需要減少劑量。卡泊芬淨也會自發性化學降解為開環肽化合物L-747969。其他代謝涉及水解成組成型胺基酸及其衍生物，包括二羥基高酪胺酸和N-乙醯基-二羥基高酪胺酸。

## 與其他藥物交互作用
- 環孢素
- 他克莫司（免疫抑制藥物）：具有潛在藥物動力學交互作用
- 其他全身性抗黴菌藥物：但未見與兩性黴素B、伊曲康唑和黴酚酸發生交互作用
- 藥物清除誘導劑（例如卡馬西平、苯妥英、利福平、地塞米松）：可考慮將靜脈注射劑量從50毫克增加到70毫克作為維持劑量。